# More Hot Rocks (Big Hits & Fazed Cookies)
More Hot Rocks (Big Hits & Fazed Cookies) er det andet opsamlingsalbum af The Rolling Stones musik, der blev udgivet af deres tidligere manager Allen Kleins ABKCO Records (som havde kontrol over bandets Decca / London materiale i 1970). Det blev udgivet sent i 1972 som opfølgeren til den succesfulde Hot Rocks 1964-1971, og det var endnu en succes for Klein og ABKCO. 
Da Hot Rocks 1964-1971 viste sig at være en succes, var der aldrig nogle tvivl om, at der ville komme en efterfølger. Imidlertid – med Andrew Loog Oldham involveret – indeholdt projektet tidligere aldrig udgivet materiale og fik titlen Necrophilia. Arbejdet begyndte, og albummet kom så langt som til slutfasen, da det blev tilbagekaldt, og noget meget praktisk blev tilføjet. Resultatet blev More Hot Rocks (Big Hits & Fazed Cookies). Der kom til at indeholde hits der ikke var kommet på forgængeren. Den indeholdte også første udgivelser af mange tidligere kun udgivet Engelske sange. 
Albummet blev nummer 9. i USA, hvor den solgte guld. Den blev ikke udgivet i England før i 1990, hvor den så tilgængelig havde tre ekstranumre. 

## Spor
- Alle sangene er skrevet af Mick Jagger and Keith Richards udtaget hvor andet er noteret.

### Disc 1
1. "Tell Me (You're Coming Back)" – 3:48
2. "Not Fade Away" (Charles Hardin/Norman Petty) – 1:48
3. "The Last Time" – 3:41
4. "It's All Over Now" (Bobby Womack/Shirley Jean Womack) – 3:27
5. "Good Times, Bad Times" – 2:30
6. "I'm Free" – 2:24
7. "Out of Time" – 3:42 
  -  Den bearbejde Flowers version.
8. "Lady Jane" – 3:08
9. "Sittin' on a Fence" – 3:03
10. "Have You Seen Your Mother, Baby, Standing in the Shadow?" – 2:35
11. "Dandelion" – 3:32
12. "We Love You" – 4:22

### Disc 2
1. "She's a Rainbow" (Edit) – 4:12
2. "2000 Light Years from Home" – 4:45
3. "Child of the Moon" – 3:10 
  -  Originalt udgivet som B-Side på "Jumpin' Jack Flash" i 1968.
4. "No Expectations" – 3:56
5. "Let It Bleed" – 5:28
6. "What to Do" – 2:33 
  -  Først udgivet i 1966 på den engelske version af Aftermath.
7. "Fortune Teller" (Naomi Neville) – 2:18 
  -  Optaget i 1963 og udgivet i 1964 på en Decca Records artist opsamlingsalbum ved navn Saturday Club.
8. "Poison Ivy (Version 1)" (Jerry Leiber/Mike Stoller) – 2:34 
  -  Optaget i 1963 og udgivet i 1964 på en Decca Records artist opsamlingsalbum ved navn Saturday Club.
9. "Everybody Needs Somebody to Love" (Solomon Burke/Jerry  Wexler/Bert Russell) – 5:03 
  -  Originalt udgivet på den engelske version The Rolling Stones No. 2 i 1965. Ekstranummeret på ABKCO genudgivelsen fra 2002
10. "Come On" (Chuck Berry) – 1:48 
  - The Rolling Stones 1963 debut single.
11. "Money" (Berry Gordy Jr./Janie Bradford) – 2:32 
  -  Først udgivet i 1964 på det engelske EP The Rolling Stones.
12. "Bye Bye Johnnie" (Chuck Berry) – 2:10 
  -  Først udgivet i 1964 på den engelske EP The Rolling Stones. originalt skrevet som "Bye Bye Johnny" på EP udgivelsen.
13. "Poison Ivy (Version 2)" (Jerry Leiber/Mike Stoller) – 2:06 
  -  Først udgivet i 1964 på den engelske EP The Rolling Stones. Bonusnummer på 2002 ABKCO udgivelsen.
14. "I've Been Loving You Too Long" (Otis Redding/Jerry Butler) – 2:54 
  -  Optaget i 1965, og overdubbed med skrig og placeret på 1966 udgivelsen, kun i USA, live album Got Live If You Want It!. Bonusnummer på genudgivelsen af ABKCO albummet fra 2002.
15. "I Can't Be Satisfied" (McKinley Morganfield) – 4:12 
  -  Originalt udgivet på det engelske album The Rolling Stones No. 2 i 1965
16. "Long, Long While" – 3:01 
  -  Originalt udgivet som den engelske B-Side til "Paint It, Black" i 1966.